# 조남수
조남수(趙南壽, 1916년 9월 25일 ~ 1976년 2월 9일)는 대한민국의 정치인이다. 제3대 국회의원을 지냈다.

## 학력
- 임천공립보통학교 졸업
- 중동학교 속성과 졸업

## 경력
- 충박백운광업경영
- 임천중학교기성회장
- 해군사관학교후원회고문
- 자유당부여을구당위원장

## 역대 선거 결과
|  | 36.15% |

|  | 23.86% |